# Организация женщин Анголы
Организация женщин Анголы (порт. Organização Mulher Angolana, OMA) — политическая женская неправительственная организация в Африке.
Организация основана в 1962 году в Анголе с целью нацеливания женщин на поддержку Народного движения за освобождение Анголы. Соучредителем организации является Деолинда Родригес Франсиско де Алмейда.

## История
Организация женщин Анголы была создана в 1962 году и первоначально была основана для мобилизации поддержки новой политической партии, известной как МПЛА. После того, как Ангола стала независимой от Португалии в 1975 году в результате Ангольской войны за независимость, Организация предоставила лучшую возможность для женского активизма в местных органах власти. Деятельность организации ослабла в 1980-х годах. В 1985 году количество членов достигло 1,8 миллиона, но к 1987 году число членов упало до менее 1,3 миллиона. Сельское насилие и региональная дестабилизация привели в уныние многих сельских членов организации. Однако именно в 1980-х годах Ангола приняла первые антидискриминационные законы и установила строгие законы о грамотности для поддержки неграмотных женщин.
Организация создала свой первый национальный исполнительный орган в 1976 году и избрала Рут Нето, сестру президента Анголы, совим национальным координатором:10:19, 93. Когда организация была реструктуризирована в 1983 году:22-23, Нето была избрана генеральным секретарем и главой национального комитета, состоящего из пятидесяти трех членов. Нето была переизбрана 2 марта 1988 года и занимала пост генерального секретаря двадцать один год. Организация расширила образование для женщин, создала программы по повышению грамотности среди женщин, а в 1980-х годах правительство Анголы приняло законы против гендерной дискриминации в заработной плате и условиях труда.
В 1999 году Лусия Инглес Ван-Дунем была избрана генеральным секретарем Организации, ставшей женским отделением политической партии Народное движение за освобождение Анголы, и была переизбрана в 2005 году. В 2021 году на руководящем посту её сменила Хоана Томас (Joana Tomás).

## Генеральные секретари
- Рут Нето (служила национальным координатором с 1976 по 1983 год; избрана генеральным секретарем в 1983 году; переизбрана в 1988 году)
- Лусия Инглес Ван-Дунем (избрана в 1999 г.; переизбрана в 2005 г.)
- Хоана Томас (избрана в 2021 г.)